# Audrey Esparza
Audrey Esparza est une actrice américaine. Elle est principalement connue pour son rôle de Tasha Zapata dans la série Blindspot.

## Filmographie

### Cinéma
- 2011 : Family Practice de Ted Wass : Liz Stratton
- 2013 : Amateurs de Eric Tao : Carmen

### Séries télévisées
- 2013 : The Americans de Joseph Weisberg : Joyce Ramirez
- 2013 : Following de Kevin Williamson : Dana Montero
- 2013 : Blue Bloods de Mitchell Burgess et Robin Green : Jana Garza
- 2013 : Golden Boy de Nicholas Wootton : Lucy Barrone
- 2014 : Power de 50 Cent et Courtney Kemp Agboh : Liliana
- 2014 : Black Box de Amy Holden Jones : Carlotta
- 2015 : Madam Secretary de Barbara Hall : Deputy Assistant Laura Vargas
- 2015 : Public Morals de Edward Burns : Theresa
- 2015-2020 : Blindspot de Martin Gero : Tasha Zapata
- 2022 : Power Book IV: Force de 50 Cent et Courtney Kemp Agboh : Liliana